# Алпростадил
Алпростадил (лат. Alprostadil) — синтетический аналог естественного простагландина E1 (PGE1), в фармакологии известен как алпростадил. Этот препарат используется для постоянного лечения эректильной дисфункции и обладает сосудорасширяющим свойством. Ещё один синтетический аналог простагландина Е1 мизопростол используется для предотвращения язвы желудка при приёме на постоянной основе, для лечения пропущенного выкидыша, для стимулирования родов и аборта. Алпростадил в форме лиофилизата и концентрата для приготовления раствора для инфузий включён в Перечень жизненно необходимых и важнейших лекарственных препаратов в России.

## Показания
Кроме лечения эректильной дисфункции, при которой препарат вводится интракавернозно (инъекцией в пещеристое тело полового члена) или уретральными суппозиториями (при помощи аппликатора), Алпростадил используется для поддержания артериального протока у новорождённых и при лечении критической ишемии нижних конечностей.
Препарат используется также для проведения фармакологической пробы при диагностике нарушений эректильной функции.

## Противопоказания
Серповидно-клеточная анемия, лейкоз, опухоль костного мозга (множественной миеломы), изогнутый или деформированный пенис, фиброз полового члена или болезнь Пейрони, имплантат пениса. С осторожностью: болезни сердца, высокое кровяное давление (гипертония), повышенная кровоточивость или повышенное тромбообразование.

## Побочные эффекты

### Инфузионное введение
Часто: головная боль, головокружение, парестезии, судорожный синдром, повышенная утомляемость, чувство недомогания, нарушение чувствительности кожи и слизистых, понижение АД, тахикардия, кардиалгия, нарушения сердечного ритма, AV блокада, покраснение кожных покровов, одышка, ощущение дискомфорта в эпигастральной области, тошнота, рвота, диарея, повышение активности печёночных трансаминаз, артралгия, обратимый гиперостоз трубчатых костей (в случае применения более 4 недель), кожные высыпания, крапивница, зуд, повышенное потоотделение, гипертермия, озноб, отёчность конечности, в вену которой проводится инфузия.
Редко: спутанность сознания, психоз, развитие или углубление сердечной недостаточности, лейкопения или лейкоцитоз, респираторный дистресс-синдром, острый отёк лёгких, гипербилирубинемия, почечная недостаточность, гематурия, увеличение титра С-реактивного белка; реакции в месте введения.

### Интракавернозное введение
Часто: боль в половом члене, чрезмерно длительная эрекция, гематома и экхимоз в месте инъекции (связаны с неправильной техникой введения), образование фиброзных узелков и болезнь Пейрони, отёк полового члена, высыпания на половом члене.
Редко: приапизм, баланит, геморрагии в месте инъекции; воспаление, зуд и отёк в месте инъекции, кровотечение из уретры, пенильные расстройства, в том числе ощущение жара в половом члене, онемение, грибковая инфекция, раздражение, повышенная чувствительность, фимоз, сыпь, эритема, венозный сброс, болезненная эрекция, нарушение эякуляции. Боль и отёк мошонки и тестикул, учащение мочеиспускания, недержание мочи, колебания АД, тахикардия, суправентрикулярная экстрасистолия, нарушение периферического кровообращения, усталость, головная боль, гипестезия, отечность ног, гипергидроз, тошнота, сухость во рту, повышение уровня сывороточного креатинина, судороги икроножных мышц, слабость в ягодицах.